# Villa Ristoria
Villa Ristoria è un edificio situato a Brucoli, frazione di Augusta (SR).

## Storia
È un’opera progettata e disegnata – su in carico privato – dall’architetto Giacomo Leone Uberti (1929-2016). La costruzione fu realizzata tra il 1983 ed il 1986. L’edificio entra nel 1987, negli Annali della Architettura Italiana Contemporanea per la sua innovazione.

## Architettura
Venne costruita con tre elementi principali: cemento armato, alluminio e pietra grezza.
L'edificio è su due piani, di cui uno seminterrato. Il corpo centrale ha pianta rettangolare che si apre verso due giardini sfalsati in altezza.
L'architettura utilizzata da Leone è una architettura razionale ed elegante ispirata al razionalismo ed alla linearità Bauhaus (“design ridotto all’essenzialità”).
Il corpo centrale dell'edificio è costruito in cemento armato, con linee minimaliste, all'interno del quale vengono incastonati grandi strutture in alluminio contenenti infissi moderni ed ampi cristalli che conferiscono alla struttura una fisionomia accentuatamente contemporanea. La costruzione si fa originale poiché viene racchiusa all'interno di un perimetro irregolare fondato su spessi muri in pietra dalla geometria variabile. Geometria apparentemente casuale a richiamare i ruderi forgiati dal tempo e dagli elementi. Come scrive negli Annali Leone, non si tratta però di pietre qualunque, bensì di pietre pazientemente raccolte dai campi coltivati nella Sicilia più centrale. Pietre antiche, non estratte dalle cave, non trattate o levigate dall’uomo. Ne era così affascinato che a metà dell’opera sospese i lavori di costruzione perché pensava di dover condividere con loro la ragione della sua opera. Leone racconta di come immaginasse che la modernità dovesse sorgere armonicamente dai ruderi dalla storia richiamando la propria origine. 
Sotto la costruzione sono situate cisterne interrate per la raccolta dell’acqua piovana, le quali, unitamente ai materiali innovativi per il tempo, rappresentano anche uno dei primi approcci “green” e antesignani in fatto di cultura ambientalista. 
Un ampio balcone centrale, che crea una piccola loggia collegata all’interno del piano superiore, assurge quasi a palcoscenico di fronte alla Baia di Brucoli ed all’Etna visto in lontananza.